# 유 (중국 성씨)
유(兪, 庾)는 중국의 성씨이다.

## 兪
중국에는 '유'(兪, Yu)씨가 10가지 정도 계통이 있다. 베이징 방언은 'Yu'이나, 'Liu'로 표기하기도 한다. 고대에 유(兪)족이라는 소수민족이 주나라 중엽에 유씨로 창성하였다. 정나라, 위나라, 초나라, 공족이 유(兪)씨로 창성하였고, 그 외 금이, 회, 만족, 토가족, 지금은 사라진 유족이 사용한 성씨다.

## 庾
중국의 '유'(庾, Yu)씨는 초나라 관직에서 나온 성씨라고 전한다. 관직에서 나온 성이므로 호족 성씨이며, 저장성과 장쑤성 사람들이 사용하는 성씨이다.

## 기타 유씨
몽골족에도 류, 유(兪), 유(庾)씨가 있고, 류, 유로 발음되는 留, 유로 발음되는 由, 余, 餘, 尉, 娛, 娱 등 20여개의 성씨 가운데도 몽골족이 있다. 余, 餘는 한국에서는 여지만, 중국에서는 유, 유어다. 기원전 2500년전 몽골족의 조상 가운데 하나였던 서융족이 중국에 남하하여 유씨가 되었고, 진나라 때 서융족 유여(由余, 여여)가 귀화했다가 다른 유(여)씨로 바꾸었다. 고대 한반도 북방에는 동호라는 민족이 있었는데, 그들이 후에 중앙아시아로 이주했다.
중국에는 유로 발음되는 성씨가 20여개 넘는다. 그 가운데 정확하게 Liu로 발음되는 성씨는 3~4가지, 20여 계통이 있는데 일부는 계통이 중복된다. 모두 합하면 주나라, 초나라, 요족 계통이 가장 많다. 유씨와 여씨는 같지는 않지만, 여는 중국에서 "유어"로 발음하기 때문에 영문으로 Yu로 표기한다. 중국, 몽골에서 유, 여는 흔한 성으로 동아시아 여러 민족, 국가에서 쉽게 발견된다. 려(呂, 余, 餘)의 광둥어는 류, 루이,이다. 광둥어가 고대 중국의 발음 체계에 가깝다.
한국은 고려 이전 까지도 성이 없던 사람이 많았으며, 고려 초기 왕건 휘하의 장수 가운데 성을 바꾼 경우가 있다. 유는 비교적 간단한 성으로 문화 류씨을 비롯하여 한국 토착인이 존재한다. 조선씨족통보에는 선조를 모르는 경우 중국 인명 출자를 검증없이 인용하였는데, 그 내용이 오류라는 점이 몇몇 성본에서 나타났다. 유(柳, 兪, 庾)는 동아시아 모든 국가에서 한족을 비롯한 소수민족, 개별 토착인들이 흔히 사용되는 성이다.

## 같이 보기
- 俞姓
- 庾姓
- 游姓